# Hideo Gosha
Hideo Gosha(五社 英雄, 26 februari 1929 - 30 augusti 1992) var en japansk filmregissör, främst känd för sina samurai- och chambara-filmer.

## Filmografi

### Som regissör
- Three Outlaw Samurai (1964)
- Sword of the Beast (1965)
- Cash Calls Hell (1966)
- The Secret of the Urn (1966)
- Samurai Wolf I (1966)
- Samurai Wolf II (1967)
- Official Gold (1969)
- Tenchu! (1969)
- The Wolves (1971)
- Boryoku gai (1974)
- Bandit vs. Samurai Squad (1978)
- Hunter in the Dark (1979)
- Onimasa (1982)
- The Geisha (1983)
- Kita no hotaru (1984)
- Oar (1985)
- Tracked (1985)
- Death Shadow (1986)
- The Yakuza Wives (1986)
- Tokyo Bordello  (1987)
- Carmen 1945 (1988)
- Four Days of Snow and Blood (1989)
- Kagerô (1991)
- The Oil-Hell Murder (1992)